# Marc Fantuzzi
Marc Fantuzzi (Bologne, 1405 - Plaisance, 10 avril 1479) est un franciscain observant reconnu bienheureux par l'Église catholique.

## Biographie
Il naît à Bologne en 1405 dans une famille aisée. En 1431, il entre chez les Frères mineurs de l'Observance. Trois ans après avoir prononcé ses vœux, il est élu gardien, puis nommé provincial en 1444. En 1452, saint Jean de Capistran, alors vicaire général des Observants, le choisit pour l'accompagner en Europe centrale. Trois ans plus tard, il est nommé vicaire général en remplacement de Capistran. Il prend grand soin des nouveaux couvents fondés en Autriche, en Bohême, en Moravie et dans la marche de Styrie. Il envoie saint Jacques de la Marche en Bosnie et en Dalmatie, contribuant ainsi au développement de l'ordre. En 1453, il doit
payer une rançon pour libérer les franciscains de Constantinople réduits en esclavage par les Turcs à la suite de la chute de Constantinople. 
En 1463, il part comme missionnaire et pèlerin en Palestine et en Terre sainte, visitant avec dévotion les lieux saints. De retour en Italie, il poursuit son apostolat de prédication. Il fonde des monts-de-piété dans plusieurs villes italiennes pour éviter l'usure. Il combat les mouvements des Flagellants et des Fraticelles, qui se répandent dans certaines régions d'Italie.
Il meurt à Plaisance le 10 avril 1479 lors d'une prédication de Carême. En 1626, son corps est déposé dans la basilique Santa Maria di Campagna  où il se trouve toujours. Le pape Pie IX reconnaît son culte le 5 mai 1868.